# Lightning (Computerspielfigur)

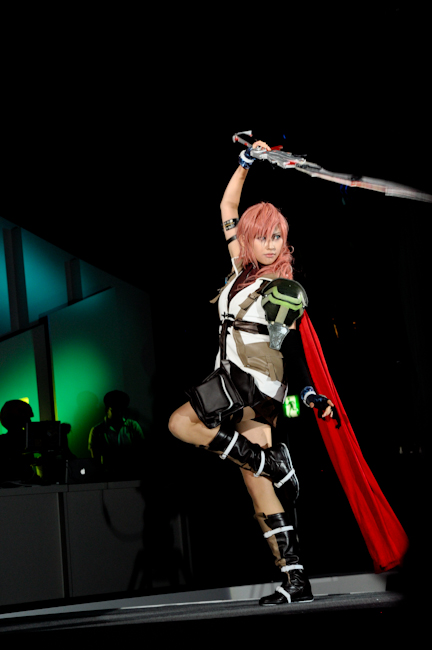
Eine Cosplayerin verkleidet als Lightning (2011)

Lightning (jap.: ライトニング) ist eine der Hauptfiguren der Spieleserie Final Fantasy. Sie ist die Protagonistin in Final Fantasy XIII und Lightning Returns: Final Fantasy XIII. Sie ist zudem ein Charakter in Final Fantasy XIII-2 und Dissidia 012 Duodecim: Final Fantasy. Es wird spekuliert, dass Lightning auch in zukünftigen Teilen der Final-Fantasy-Serie zu sehen sein soll, allerdings als Gastcharakter.
Sie ist der erste spielbare weibliche Hauptcharakter der Fabula-Nova-Crystallis-Saga der Final-Fantasy-Reihe. In der englischen Version der Spiele wird sie von Ali Hillis, in der japanischen Version von Maaya Sakamoto synchronisiert.
Lightning wurde in mehreren Videospielportalen, darunter IGN, VideoGamer.com, GameZone und Famitsu, als auch von AfterEllen in mehrere Bestenlisten aufgenommen. 2009 erhielt sie einen Fumitsu Award als „bester Charakter“. 2013 erhielt sie einen Dengeki PlayStation Award als „bester Videospiel-Charakter“. Journalisten und Spieleentwickler wählten sie auf den dritten Platz der besten weiblichen Spielecharaktere der japanischen und westlichen Rollenspiele. Laut dem Magazin Complex gehört Lightning zu den besten 50 Videospielheldinnen, dem Famitsu-Magazin zufolge belegt sie Platz 34 der bekanntesten Videospielcharaktere in Japan. Dennoch erhielt sie von mehreren Videospielportalen lediglich gemischte Kritiken.
Ihr eigentlicher Name ist Claire Farron.

## Rolle inFinal Fantasy XIII

### Hintergrund von Final Fantasy
Die Final-Fantasy-XIII-Spieletrilogie, in der die Figur Lightning eine bedeutende Rolle einnimmt, ist ein Teil der Fabula-Nova-Crystallis-Saga, zu der auch Final Fantasy Type-0 und Final Fantasy XV gehören. In den beiden letztgenannten Spielen kommt Lightning allerdings nicht vor.
Final Fantasy XIII spielt auf den fiktiven Welten Grand Pulse und Cocoon, wobei letzterer der Haupthandlungsort ist. Bei Cocoon handelt es sich dabei um eine künstliche Sphäre, welche über Grand Pulse schwebt und von dem Sanktum, einer theokratischen Regierung, kontrolliert wird. Beide Welten werden von Wesen mit gottähnlichen Kräften, sogenannten Fal’Cie, behütet. Diese kontrollieren die Naturgewalten und haben die Fähigkeit, bestimmte Menschen auf Cocoon und Grand Pulse zu ihren Dienern, die als L’Cie bezeichnet werden, zu ernennen. Diese erhalten ein Mal, welches eine der beiden Welten repräsentiert, sowie eine Aufgabe, die es zu erfüllen gilt. Diese Aufgabe wird den Betroffenen in einer Vision erteilt und nicht weiter definiert. Wird sie rechtzeitig erledigt, verwandeln sich die Auserwählten in Kristalle und erlangen der Legende nach ewiges Leben. Sollte die Aufgabe scheitern, werden sie zur Strafe in geistlose Monster (Cie’th) verwandelt.
Einige hundert Jahre vor Beginn der Geschichte des Spieles fand ein Krieg zwischen Cocoon und Pulse statt. Bei diesem schlugen die Pulse-L’Cie ein großes Loch in Cocoon. Seitdem lebten die Bewohner Cocoons in Angst vor einer weiteren Invasion, welche das Sanktum nutzt, um an der Macht zu bleiben.

### Fiktive Biographie
Claire Farrons Eltern starben, als sie noch ein Kind war. Über ihren Vater weiß sie nichts und ihre Mutter verstarb, als sie 15 war. Kurz darauf nahm sie ihr Pseudonym Lightning an. Da sie keine weiteren erwachsenen Angehörigen hat, kümmerte sie sich alleine um ihre kleine Schwester Serah. Sie brach die Schule ab und ging zur Armee, wo sie schnell zum Offizier aufstieg. Jedoch trat sie später aus der Armee aus, um ihre Schwester zu retten.
Sie ging freiwillig zur Purgation, eine von der Regierung geplante Deportation der Bevölkerung, um diese unwissentlich zu exekutieren, nachdem in Bodhum, einer Stadt in Cocoon, ein Pulse-L’Cie gefunden worden war. Auf dem Weg zur Purgation traf sie auf Sazh Katzroy, einen ehemaligen Piloten, welcher versuchte, die Bestimmung seines Sohnes Dajh zu finden. Lightning versuchte, auf dem Weg zur Purgation ihre Schwester zu finden, welche inzwischen zum Feind Cocoons erklärt wurde. Lightning fand Serah im Residuum, doch kurz darauf verwandelte sich Serah in einen Kristall, was für Lightning gleichbedeutend mit dem Tod war. Aus Rache versuchte sie, mit einer Gruppe bestehend aus Snow Villiers, Hope Estheim und Sazh Katzroy das Überwesen Anima zu töten, was nicht gelang. Dieses verwandelte Lightning und die restliche Gruppe gegen ihren Willen in L’Cie. Sie wurden daraufhin ebenfalls zu Feinden Cocoons erklärt.
Nachdem sie mit der Gruppe Cocoon hatte verlassen und auf Grand Pulse landen können, schaffte sie es, den Sanktum-Fal’Cie Orphanus – welcher auf brutalste Weise versuchte, seine Bestimmung, vernichtet zu werden, da er zwischen Leben und Tod stand, zu erfüllen – zu töten und Cocoon zu retten. Während Lightning und der Rest der Gruppe – außer Fang und Vanille – von der Verwandlung befreit wurden, machte sie sich auf die Suche nach den beiden. Lightning verschwand und wurde nach Walhalla gebracht, um dort die Göttin Etro vor Caius Ballad, einem unsterblichen Mann, welcher Etro verfluchte, zu beschützen. Mit Caius’ Tod starben auch Etro und Serah, das Chaos wurde aus Walhalla freigesetzt und Lightning verwandelte sich zu einem Kristall.
500 Jahre später wurde sie von der Gottheit Bhunivelze wiedererweckt, um so viele Seelen wie möglich für die neue Welt, die er erschaffen wollte, zu sammeln. Im Gegenzug versprach ihr Bhunivelze, dass er ihre kleine Schwester wiederbeleben würde. Als sie herausfindet, dass Bhunivelze Serahs Seele gestohlen und ihre eigenen Erinnerungen manipuliert hat, beschloss sie, ihn zu hintergehen und zu töten. Sie gab ihr menschliches Dasein auf und besiegte Bhunivelze. Lightning erlebte danach die Entstehung eines neuen Universums.

### Charakterisierung
Lightning wird als zielstrebig, präzise und konsequent beschrieben. Im Spiel wird diese Geradlinigkeit als Schroffheit oder Kälte interpretiert. Sie gilt als Einzelgängerin. Ihr Pseudonym legte sie sich an, um ihre Vergangenheit und Trauer zu verdrängen. Ihr kühler und introvertierter Charakter stellt eine Fassade dar, um ihr verletztes Inneres nicht preisgeben zu müssen. Außerdem kämpft sie gegen ihre Bestimmung, ein L’Cie und damit ein Feind ihrer Heimat Cocoon zu sein, und ihre Schuld, Serahs Geschichte nicht geglaubt zu haben, an.
Ihre Gefühlskälte kommt aufgrund des Dranges, andere Menschen schützen müssen, und ihre Angst, es nicht zu können, zustande. Aus diesem Grund fällt es Lightning sehr schwer, eine Beziehung zu den anderen Charakteren, außer ihrer kleinen Schwester, aufzubauen.

### Verhältnis zu den anderen Figuren
Lightning wird als Einzelgängerin bezeichnet und sieht die anderen Protagonisten zunächst als Last an. Erst im weiteren Verlauf des Spieles schafft sie es, eine emotionale Bindung zu Hope aufzubauen. Ihre Beziehung zu Snow Villiers, einem anderen Protagonisten des Spiels, wird als angespannt beschrieben, da Lightning ihn dafür verantwortlich macht, dass ihre kleine Schwester zu einer L’Cie wurde.

## Entwicklung der Figur

### Entstehung
Motoru Toriyama wollte einen weiblichen Charakter, welcher noch nie zuvor in einem Final-Fantasy-Spiel existiert hat: Ein Charakter mit athletischem Körper und weniger weiblicher Natur. Toriyama gab Tetsuya Nomura, welcher den Charakter Lightnings entwerfen sollte, vor, wie sie auszusehen habe. Er sollte sie wie eine „weibliche Version von Cloud Strife aus Final Fantasy VII“ aussehen lassen. In einem späteren Interview sagte Toriyama, dass die einzige Ähnlichkeit zwischen beiden Charakteren ihre Vergangenheit sei. Beide waren beim Militär aktiv und zeigen eine „kalte Persönlichkeit“ auf. Nomura zeigte sich bereits für die Designs der Charaktere früherer Final-Fantasy-Spiele verantwortlich. Für Lightning gab es mehrere Entwurfsvorschläge, auch von anderen Mitarbeitern der Spieleserie, jedoch wurde Nomuras Design ausgewählt. Aufgrund der grafischen Kapazitäten war Nomura in der Lage seinem Entwurf weitere Details einzubauen. Ihre Haarfarbe und das Haarstyling sollten ihre feminine Seite verdeutlichen und ein Gegensatz zu ihrem athletischen Aussehen darstellen. Im zweiten Teil der Serie, Final Fantasy XIII-2 wurde Lightning von Isamo Kamikokuryo entworfen.

### Synchronisation
In der japanischen Ausgabe der Spiele-Trilogie wird Lightning von Maaya Sakamoto, in der englischsprachigen Version von Ali Hillis synchronisiert. Sakamoto sagte, dass sie von Lightning beeindruckt war. Laut Sakamoto war die Darstellung Lightnings als Frau auf der einen und als professionelle Kämpferin auf der anderen Seite schwierig. Yoshinori Kitasi war der Meinung, dass Sakamotos Stimme dazu beigetragen habe, die Weiblichkeit Lightnings besser zu verkörpern. Ali Hillis erhielt die Synchronsprecherrolle, nachdem sie wenige Passagen aus dem Drehbuch des Charakters vorgetragen hatte.

## Rezeption

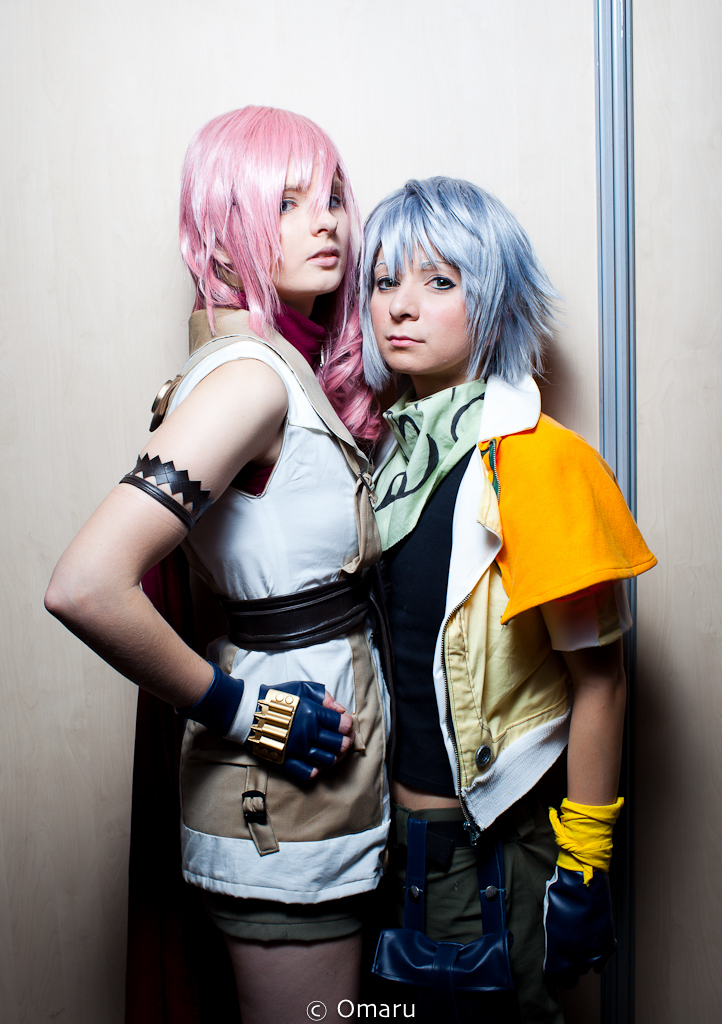
Cosplayer auf der Paris Manga 2010; links: Lightning, rechts: Hope Estheim.

### Kritiken

#### Final Fantasy XIII
Noch in der Entstehungsphase von Final Fantasy XIII beschrieb Todd Ciolek vom Anime News Network Lightning als „geschäftsmäßig kühl“ und zeigte sich von dem Charakter nicht überzeugt. Nach der Fertigstellung des Spiels bezeichnete Ciolek ihren Charakter als „zu distanziert kalt, auch obwohl die Autoren des Spiels versucht haben, eine wirkliche spannende Geschichte über sie zu verfassen.“ Allerdings war er auch der Meinung, dass Lightning mit dem Verlauf der Geschichte innerhalb des Spiels einen anspruchsvolleren Charakter erhalte. Wesley Yin-Poole von VideoGamer.com beschrieb sie lediglich als eine „weibliche Version von Cloud Strife“, ein Protagonist aus einem früheren Titel der Spieleserie. Auf 1Up.com hieß es, dass sie den „typisch mürrischen Square-Enix-Charakter verkörpere.“ Kevin VanOrd von GameSpot hingegen beschrieb Lightning als eine „liebenswerte, willensstarke Schönheit.“ Die britische Ausgabe des Spiele-Magazins IGN war der Meinung, dass sich ihr Charakter im Vergleich zu Hope oder Snow „konstant selbst beliebt“ mache, auch wenn sich ihre Lebensgeschichte in „einer gewöhnlichen Welle festfahre.“ Carolyn Gudmundson vom GamesRadar zeigte sich wenig begeistert: Sie eröffnete, dass die Figur „eindimensional und langweilig wirke, obwohl ihre Geschichte umfangreich ist“. Christian Nutt von Gamasutra schrieb, dass ihre Beziehung zu den übrigen Charakteren des Spiels, Lightning mehr Menschlichkeit in ihrer Hintergrundgeschichte verleihe.

#### Final Fantasy XIII-2
Joe Juba vom Game Informer zeigte sich enttäuscht, dass Lightning in Final Fantasy XIII-2 lediglich eine Begleitrolle zugunsten der anderen Figuren Serah und Hope erhielt. Auch Alexa Ray Corriea von DualShockers vertrat diese Meinung. Sie sagte, dass die Fans des ersten Spiels enttäuscht sein würden, dass Lightning nicht mehr Hauptfigur des Spiels sei, auch wenn die spielbaren Charaktere interessant seien. Simon Parkin, Kritiker bei Eurogamer, schrieb, dass die Geschichte des Spiels unter dem Fehlen ihrer Zielstrebigkeit leide. VanOrd fügte hinzu, dass er enttäuscht sei, dass Charaktere wie Lightning und Caius Ballad kaum in den Zwischensequenzen zu sehen waren, da er diese im Vergleich mit den Protagonisten des Spiels stärkere Persönlichkeiten seien.

#### Lightning Returns: Final Fantasy XIII
Am dritten Teil der Spieleserie, Lightning Returns: Final Fantasy XIII, kritisierte Juba, dass die Geschichte Lightnings größere Mängel aufweise. Auch ihre weiter ausgeprägte Gefühlskälte mache sie regelrecht unsympathisch. VanOrd behauptete, dass Lightning nicht mehr interessant wirke und ihr Stoizismus es schwieriger für den Spieler macht, sich in den Charakter zu versetzen. Dave Riley vom Anime News Network hingegen beschrieb die stoische Attitüde – ausgenommen in den beiden vorherigen Spielen – als einer „Dienerin Gottes“ passend. Auf USGamer.com hieß es, dass sie aufgrund des Nichtzeigens ihrer Personalität „regelrecht apathisch“ wirke. Im Gegensatz dazu schrieb ein anderer Kritiker auf einem ähnlichen Portal, dass es ein paar Nebenaufgaben im Spiel gebe, die helfen, ihr etwas Persönlichkeit zu verschaffen und etwas Sympathie zu erwecken. Auf Destructoid hieß es, dass ihre „Maskerade und die Dialoge“ ihren Charakter „aufhellen“ würden: Es wurde argumentiert, dass es Elemente im Spiel gebe, die sie weniger „flach und leblos“ wirken lassen, was eine Verbesserung sei.

### Auszeichnungen
In einer Liste der zehn besten Charaktere der gesamten Spieleserie von VideoGamer.com wurde Lightning auf Platz 6 gewählt; Kritiker Yin Poole schreibt, das Lightning auf ihre eigene Art und Weise ein interessanter Charakter sei, obwohl viele Gemeinsamkeiten zu Cloud bestehen. Im Jahr 2011 wurde sie in eine Liste der besten Charaktere der Serie von IGN aufgenommen. Sie wurde in einer ähnlichen von der GameZone erstellten Bestenliste auf Platz acht gelistet. Cheat Code Central listet Lightning als eine der besten weiblichen Spielecharaktere auf.
In einer Bestenliste der „heißesten weiblichen Spielecharaktere“ von AfterEllen wurde Lightning Zweitplatzierte. In einer Auflistung der „Videospiel-Helden des Jahres 2010“ von Game Informer wurde sie auf Platz 8 gewählt. Lightning wurde zudem in zwei Listen des US-amerikanischen Magazins Complex aufgenommen. Sie belegte Platz 19 der besten Charaktere der gesamten Videospielserie und Platz 39 der besten Videospiel-Heldinnen aller Zeiten. Im Jahr 2010 wurde sie vom Famitsu, einem japanischen Videospiel-Magazin, auf Platz 34 der bekanntesten Videospiel-Charaktere in Japan gewählt. Ein Jahr zuvor erhielt sie eine Auszeichnung bei den Famitsu Awards als „bester Charakter“, ebenfalls verliehen durch das Famitsu-Magazin. In einer Umfrage von Square Enix wurde sie 2013 als meist gemochte weibliche Figur der gesamten Final-Fantasy-Serie gewählt. Im gleichen Jahr wurde sie mit dem Dengeki PlayStation Award als „bester Videospiel-Charakter“ in Lightning Returns: Final Fantasy XIII ausgezeichnet. Auf der Penny Arcade Expo wurde sie, ebenfalls im Jahr 2013 von Journalisten und Spieleentwicklern, als drittbester weiblicher Videospielcharakter in japanischen und westlichen Rollenspielen gewählt.

### Sonstige Auftritte außerhalb des Hauptvideospiels
Lightning ist Bestandteil eines Minispiels in Kingdom Hearts Re:coded. In dem Third-Person-Rollenspiel-Shooter The 3rd Birthday kann das Outfit von Lightning freigeschaltet und von der Protagonistin des Spiels, Aya Brea, getragen werden. Maaya Sakamoto, welche beide Charaktere auf der japanischen Spieleversion synchronisierte, nahm Aya Stimme so auf, dass sie wie Lightning klingt, wenn ihr Outfit getragen wird. Lightning ist ein spielbarer Charakter bei Theatrhythm Final Fantasy und dem Nachfolger Curtain Call. Im MMORPG Final Fantasy XIV: A Realm Reborn war es möglich im Rahmen einer einmalig ausführbaren Quest auf Lightning zu treffen und bei erfolgreichen Bestehen Gegenstände aus Final Fantasy XIII – Outfits und Waffen von Snow Villiers und eben Lightning – zu erhalten. Dabei richteten sich die erhaltenen Gegenstände an dem Geschlecht des gespielten Charakters in Final Fantasy XIV: A Realm Reborn. Dieses Event wurde gestartet um das Anfang 2014 erschienene Spiel Lightning Returns: Final Fantasy XIII zu bewerben.
Eine Schauspielerin spielte die Rolle Lightnings während Asia Game Show 2013. Im April 2012 verkleideten sich Models unter anderem als Lightning und andere Protagonisten des Spiels Final Fantasy XIII-2 um Mode von Prada zu bewerben. Die Bilder des Fotoshootings wurden in einem 12-seitigen Spezial im britischen Fashion-Magazin Arena Homme + veröffentlicht. Lightning ist Teil des neuen Fashion-Films Series 4 von Modedesigner Louis Vuitton. Es wird spekuliert, ob Lightning im Spiel Kingdom Hearts III – dessen Veröffentlichung noch unklar ist – in Erscheinung treten wird.

### Merchandise
Für die Spieletrilogie wurden mehrere Merchandising-Produkte produziert, darunter auch spezifische Produkte über die Protagonistin des Spiels, Lightning. Zwei Produkte, die durch sie inspiriert wurden, sind Halsketten und ein Damenparfüm namens Lightning eau de Toilette. Es gibt drei verschiedene Actionfiguren von Lightning, allesamt hergestellt von Play Arts Kai, einem Unternehmen, das bereits in der Vergangenheit oft Spielfiguren für die Final-Fantasy-Serie entworfen hat. Auch ist sie im Sammelkartenspiel zu Final Fantasy dabei. Sie wurde zudem auf den Verpackungen sämtlicher Lebensmittelprodukte der japanischen Firma Ezaki Glico abgebildet.
Basierend auf der Videospielreihe existieren derzeit die drei Bücher Final Fantasy XIII – Episode Null: Das Versprechen, Final Fantasy XIII-2: Fragmente – Der Anfang  und Final Fantasy XIII-2: Fragmente – Rückblick, welche teilweise aus der Sicht Lightnings verfasst wurden. Im deutschsprachigen Raum erschienen die Romane über Panini Books.